# Desabamento da escola La Promesse Evangelique em 2008
O desabamento da escola La Promesse Evangelique em 2008 ocorreu a 7 de novembro, em Porto Príncipe, capital do Haiti, no distrito de Pétionville. Calcula-se que entre 200 a 700 pessoas estavam na escola no momento da tragédia. Parte das paredes caiu sobre casas vizinhas da localidade de Nerettes. Segundo testemunhas o horário do acidente foi às 10h00 (UTC).

## Mortes
Segundo os dados oficiais, 94 pessoas morreram e mais de 150 ficaram feridas. A polícia do país classificou como "crítica" a situação na área do acidente, além de que a Cruz Vermelha pediu à população que doasse sangue para ajudar os feridos.

## Causas
As causas ainda eram desconhecidas, porém uma avaliação mostrou que o andar superior do prédio estava em obras, o que pode ter contribuído com a tragédia.

## Ajuda internacional
- República Dominicana: O país prometeu enviar helicópteros para auxiliar nos resgastes.
- Estados Unidos: O governo do país prometeu enviar equipas de resgate e cães farejadores, a fim de ajudar o Haiti.